# Liste der Einträge im National Register of Historic Places im Perry County (Missouri)

Lage des Perry County in Missouri

Die Liste der Einträge im National Register of Historic Places im Perry County in Missouri führt alle sieben Bauwerke und historischen Stätten im Perry County auf, die in das National Register of Historic Places aufgenommen wurden.

## Legende
| NRHP | Historic Place    |
| HD   | Historic District |

## Aktuelle Einträge
| [ 3 ] | Name                                        | Bild                                        | Eintragsdatum        | Lage                                                                                          | Ort        | Beschreibung |
| ----- | ------------------------------------------- | ------------------------------------------- | -------------------- | --------------------------------------------------------------------------------------------- | ---------- | ------------ |
| 1     | Christian A. Bergt Farm                     | Christian A. Bergt Farm                     | 1980 ID-Nr. 80002387 | Östlich von Frohna 37° 38′ 43″ N, 89° 36′ 52″ W                                               | Frohna     |              |
| 2     | Concordia Log Cabin College                 | Concordia Log Cabin College                 | 1978 ID-Nr. 78001671 | Main Street 37° 37′ 50″ N, 89° 35′ 10″ W                                                      | Altenburg  |              |
| 3     | Doerr-Brown House                           | Doerr-Brown House                           | 1980 ID-Nr. 80002388 | 17 East St. Joseph Street 37° 43′ 26″ N, 89° 51′ 40″ W                                        | Perryville |              |
| 4     | Eggers and Company General Store            | Eggers and Company General Store            | 2007 ID-Nr. 07000570 | 19 PCR 32B 37° 42′ 9″ N, 89° 41′ 18″ W                                                        | Farrar     |              |
| 5     | St. Mary's of the Barrens Historic District | St. Mary's of the Barrens Historic District | 1995 ID-Nr. 95001041 | Südwestlich der Kreuzung West Saint Joseph Street und MO 51 37° 43′ 34″ N, 89° 53′ 14″ W      | Perryville |              |
| 6     | Shelby-Nicholson-Schindler House            | Shelby-Nicholson-Schindler House            | 1974 ID-Nr. 74001088 | 701 West St. Joseph Street 37° 43′ 30″ N, 89° 52′ 15″ W                                       | Perryville |              |
| 7     | Tower Rock                                  | Tower Rock                                  | 1970 ID-Nr. 70000344 | Eine Meile südlich von Wittenberg inmitten des Mississippi River 37° 37′ 54″ N, 89° 30′ 53″ W | Wittenberg |              |